# Haplochromis commutabilis
Haplochromis commutabilis är en fiskart som beskrevs av Erwin Schraml 2004. Haplochromis commutabilis ingår i släktet Haplochromis och familjen Cichlidae. Inga underarter finns listade i Catalogue of Life.